# Lophiobagrus asperispinis
Lophiobagrus asperispinis är en fiskart som beskrevs av Bailey och Stewart, 1984. Lophiobagrus asperispinis ingår i släktet Lophiobagrus och familjen Claroteidae. Inga underarter finns listade i Catalogue of Life.